# Elektrischer Oberleitungs-Automobil-Betrieb der Gemeinde Weidling
| Streckenlänge: | 3,7 km |                            |                            |
| |        |                            |                            |
| \| \| \| zur Bahnstrecke Wien–Gmünd \| \| \| \| 0,0 \| Bf Klosterneuburg-Weidling \| Bf Klosterneuburg-Weidling \| \| \| \| Weidlinger Straße \| \| \| \| 0,9 \| Gemarkungsgrenze \| Gemarkungsgrenze \| \| \| \| Brandmayerstraße \| \| \| \| 1,9 \| Weidlingbach \| Weidlingbach \| \| \| \| Hauptstraße \| \| \| \| 2,1 \| Weidling Kirchenplatz \| Weidling Kirchenplatz \| \| \| \| Hauptstraße \| \| \| \| 3,7 \| Weidling Villa Lanz \| Weidling Villa Lanz \| |        |                            |                            |
| |        | zur Bahnstrecke Wien–Gmünd |                            |
| U-Bahn-Haltepunkt / Haltestelle Streckenanfang (Strecke außer Betrieb) | 0,0    | Bf Klosterneuburg-Weidling | Bf Klosterneuburg-Weidling |
| U-Bahn-Strecke (außer Betrieb) |        | Weidlinger Straße          | Weidlinger Straße          |
| U-Bahn-Grenze (Strecke außer Betrieb) | 0,9    | Gemarkungsgrenze           | Gemarkungsgrenze           |
| U-Bahn-Strecke (außer Betrieb) |        | Brandmayerstraße           | Brandmayerstraße           |
| U-Bahn-Brücke über Wasserlauf (Strecke außer Betrieb) | 1,9    | Weidlingbach               | Weidlingbach               |
| U-Bahn-Strecke (außer Betrieb) |        | Hauptstraße                | Hauptstraße                |
| U-Bahn-Haltepunkt / Haltestelle (Strecke außer Betrieb) | 2,1    | Weidling Kirchenplatz      | Weidling Kirchenplatz      |
| U-Bahn-Strecke (außer Betrieb) |        | Hauptstraße                | Hauptstraße                |
| U-Bahn-Haltepunkt / Haltestelle Streckenende (Strecke außer Betrieb) | 3,7    | Weidling Villa Lanz        | Weidling Villa Lanz        |

Elektrischer Oberleitungs-Automobil-Betrieb der Gemeinde Weidling war die offizielle Bezeichnung des Oberleitungsbus-Betriebs zwischen Klosterneuburg und Weidling. 

## Streckenverlauf
Die nur etwas nördlich der Wiener Stadtgrenze gelegene Linie verband den am Donau-Ufer gelegenen Bahnhof Klosterneuburg-Weidling (auf Klosterneuburger Gebiet) mit dem Ort Weidling, die Endstation war bei der Villa Lanz. Die 3,7 Kilometer lange Strecke durch das Tal des Weidlingbachs wurde am 22. Mai 1908 eröffnet und bereits im Dezember 1919 wieder eingestellt – sie wurde damals durch eine Omnibus-Linie ersetzt. 
Zur Anwendung kam das System Mercédès-Électrique-Stoll, auch die insgesamt fünf Weidlinger Wagen besaßen somit – wie bei diesem System allgemein üblich – einen kleinen vierrädrigen Kontaktwagen zur Stromabnahme sowie Radnabenmotoren. Die Strecke war komplett einspurig, begegneten sich zwei Wagen, so mussten diese – typisch für das System Mercédès-Électrique-Stoll – kurz anhalten und die Zuleitungen zu den Kontaktwagen austauschen. Sie fuhren anschließend mit dem Stromabnehmer des entgegenkommenden Wagens weiter.